# Pezzana
Pezzana är en ort och kommun i provinsen Vercelli i regionen Piemonte, Italien. Kommunen hade 1 292 invånare (2018).